# Смычёк (деревня)
Смычёк (бел. Смычок) — деревня в Чеботовичском сельсовете Буда-Кошелёвского района Гомельской области Белоруссии.
Рядом есть залежи железняка и глин.

## География

### Расположение
В 18 км на юго-запад от районного центра и железнодорожной станции Буда-Кошелёвская (на линии Жлобин — Гомель), 55 км от Гомеля. На западе пойма реки Днепр.

## Транспортная сеть
Транспортные связи по просёлочной, затем автомобильной дороге Жлобин — Гомель. Планировка состоит из криволинейной улицы, ориентированной с юго-востока на северо-запад, к которой под острым углом присоединяется с запада короткая улица. Строения деревянные усадебного типа.

## История
По письменным источникам известна с конца XVIII века как селение в Речицком повете Минского воеводства Великого княжества Литовского. Здесь был пограничный пункт и караульная вышка.
После 1-го раздела Речи Посполитой (1772 год) в составе Российской империи. Входила в Недайскую волость Белицкого, затем Гомельского уездов Могилёвской губернии. По ревизии 1858 года владение помещика Пересвет-Солтана. По переписи 1897 года находились: школа грамоты, хлебозапасный магазин (с 1880 года), 2 ветряные мельницы, трактир. В 1909 году 712 десятин земли. В 1926 году работали почтовое отделение, начальная школа, лавка.
С 8 декабря 1926 года до 18 января 1965 года центр Смычковского сельсовета Уваровичского, с 17 апреля 1962 года Буда-Кошелевского районов Гомельского (до 26 июля 1930 года) округа, с 20 февраля 1938 года Гомельской области.
В 1929 году организован колхоз, работала ветряная мельница. В 1930-х годах были построены здания школы, клуба, ряд хозяйственных построек. Во время Великой Отечественной войны около деревни, в Длинном Бору, базировались Уваравичский подпольный райком КП(б)Б и партизанская бригада имени Н. А. Щорса. В бою за освобождение деревни в ноябре 1943 года погибли 4 солдата и 2 партизаны (похоронены в братской могиле на кладбище). На фронтах и в партизанской борьбе погибли 124 жителя деревни, память о которых увековечивает скульптура установленная в 1962 году в сквере. В 1969 году в деревню переселились жители посёлка Днепровск. Центр совхоза «Днепр». Отделение связи, клуб, библиотека, базовая школа, фельдшерско-акушерский пункт, детские ясли-сад.

## Население

### Численность
- 2004 год — 100 хозяйств, 318 жителей.

### Динамика
- 1858 год — 30 дворов, 165 жителей.
- 1897 год — 53 двора, 420 жителей (согласно переписи).
- 1909 год — 72 двора.
- 1926 год — 114 дворов 536 жителей.
- 1959 год — 152 жителя (согласно переписи).
- 2004 год — 100 хозяйств, 318 жителей.

## Достопримечательность
- Воинское захоронение погибших в период Великой Отечественной войны